# Église Saint-Rémi de Saint-Rémy-de-Chaudes-Aigues
Pour l’article homonyme, voir Église Saint-Rémi.
L'église Saint-Rémi se situe sur la commune de Saint-Rémy-de-Chaudes-Aigues, dans le département français du Cantal. Elle est inscrite au titre des monuments historiques par arrêté du 10 octobre 1963.

## Présentation
L'église est placée sous le patronage de saint Rémi, invoqué comme guérisseur et exorciseur.

### Architecture
Le plan comporte une nef flanquée, dans sa partie Est, de deux chapelles latérales, et un chœur formé d'une travée droite et d'une abside heptagonale. Les corbeilles recevant l'arc triomphal qui sépare la nef du chœur, sont sculptées. Le chœur et l'abside datent du XIIe siècle, la nef et les chapelles latérales de la fin de l'époque romane. Au XVe siècle sont entrepris la reprise sur l'extérieur des murs de la nef et des chapelles et la construction du clocher-mur abritant quatre cloches. À l'extérieur, l'ensemble de la construction n'a rien d'auvergnat, mais témoigne des influences velaisienne et provençale.

### Historique
L'église est mentionnée dès 1095. Elle est à l'origine un prieuré relevant de l'archiprêtré de Saint-Flour, uni en 1219 au monastère de cette ville par l'évêque de Clermont. Elle est érigée en succursale par décret du 28 août 1808.
Le village de Saint-Rémy appartenait, avant 1789, à la Haute-Auvergne et au diocèse de l'élection et subdélégation de Saint-Flour. Régi par le droit écrit, il dépendait des justices seigneuriales de Saint-Urcize et de la Roche-Canilhac. Il ressortissait de la sénéchaussée d'Auvergne et en appel de la prévôté de Saint-Flour.
L'église est inscrite à l'inventaire supplémentaire des monuments historiques par arrêté du 10 octobre 1963.